# Campeonato Mundial de Rugby M21
El Campeonato Mundial M21 fue una competición de rugby para selecciones nacionales.
Se disputó desde el año 2002 hasta el 2006.
Los máximos ganadores fueron las selecciones de Nueva Zelanda y Sudáfrica con 2 campeonatos y Francia con 1.

## Campeonatos
| Edición | Año  | Sede       | Campeón       | 2º puesto |
| ------- | ---- | ---------- | ------------- | --------- |
| I       | 2002 | Sudáfrica  | Sudáfrica     | Australia |
| II      | 2003 | Inglaterra | Nueva Zelanda | Australia |
| III     | 2004 | Escocia    | Nueva Zelanda | Irlanda   |
| IV      | 2005 | Argentina  | Sudáfrica     | Australia |
| V       | 2006 | Francia    | Francia       | Sudáfrica |

## Posiciones
- Número de veces que las selecciones ocuparon las dos primeras posiciones en todas las ediciones.

| Equipo        | Campeón | Subcampeón |
| ------------- | ------- | ---------- |
| Sudáfrica     | 2       | 1          |
| Nueva Zelanda | 2       |            |
| Francia       | 1       |            |
| Australia     |         | 3          |
| Irlanda       |         | 1          |